# 梅子铺镇
梅子铺镇是中国陕西省安康市汉滨区下辖的一个镇。2011年，陕西省人民政府调整全省乡镇，梅子铺镇、运溪乡并入恒口镇。

## 行政区划
梅子铺镇下辖以下行政区：
姜沟村、梅子沟村、月坝村、安乐村、袁庄村、余岭村、小南沟村、棋盘村、晏寨村、马堰村、明月村、民主村、奎星村、公平村、龙星村、兴奋村、同心村、战胜村、行政村、天星村、杨河村、后沟村、尖寨村